# La Cepeda
La Cepeda és una comarca situada en el cor de la província de Lleó, entre la Maragatería, El Bierzo i La Vega del Órbigo. Es tracta d'una comarca històrica sense reconeixement administratiu (l'única comarca reconeguda administrativament a Castella i Lleó és el Bierzo).

## Municipis
- Quintana del Castillo.
- Magaz de Cepeda.
- Villagatón.
- Villamejil.
- Villaobispo de Otero.